# Ali-Naghi Vaziri
Ali-Naghi Vaziri, auch ʿAli-Naqi Vaziri und Ali Naghi Waziri (persisch علینقی وزیری, DMG ‘Alī-Naqī-ye Wazīrī‎; * 1887 in Teheran; † 9. September 1979 ebenda) war ein iranischer Musiker, Musikwissenschaftler und Komponist.

## Leben
Ali-Naghi Vaziri wurde 1887 als Sohn von Musa Khan Vaziri, einem Offizier der persischen Kosakenbrigade, und Bibi Khanum Astarabadi, einer Schriftstellerin und Begründerin der iranischen Frauenbewegung, geboren. Seinen ersten Unterricht auf der Tar, das später sein bevorzugtes Instrument werden sollte, erhielt er mit 15 Jahren von einem Onkel. Später besuchte er dann das Dar-ol Fonun und studierte dort westliche Musiktheorie bei Yavar Agha Khan. Bevor er Schüler des Tar-Spielers Darwisch Khan (1872–1922) wurde, erhielt er von einem französischen Geistlichen, der als Organist an der katholischen Kirche in Teheran arbeitete, Unterricht im Geigenspiel, in Harmonielehre und westlicher Notenschrift.
1918 reiste Vaziri nach Paris und Berlin um sein Studium in den Bereichen Komposition, Klavier und Gesang zu vertiefen. In Berlin brachte er das für die heutige Musikpraxis maßgebende Tar-Lehrbuch heraus, das unter anderem seine grundlegenden Ansichten zum traditionellen persischen Dastgāh-System enthält. Der für die Entwicklung der traditionellen iranischen Kunstmusik ebenfalls bedeutende Schüler Vaziris, Ruhollah Khaleqi (1906–1965), nennt dieses Lehrbuch in seinen eigenen Abhandlungen über die Geschichte der iranischen Musik „das erste bedeutende musiktheoretische Werk über die persische Musik seit Abd al-Qadir Maraghi“ (15. Jahrhundert). Nach seiner Rückkehr in den Iran im Jahr 1923 gründete Vaziri 1924 eine eigene Musikschule (Madrasa-ye ʿāli-e musiqi) und veranstaltete Konzertaufführungen nach westlichem Vorbild. Vaziri gelang es auch, zunächst gegen den Willen der Behörden, Musikunterricht für Mädchen an seiner Schule anzubieten. 1928 wurde Vaziri Direktor des Musikkonservatoriums Teheran. Nach Gründung der Universität Teheran im Jahr 1936 erhielt Vaziri eine Professur für „Ästhetik“ an der Universität Teheran, die er bis zu seiner Pensionierung 1965 innehatte. Vaziri verstand sich im Unterschied zum traditionsverhafteten Nur-Ali Borumand (1905–1977) als Reformer, der versuchte, westliche Melodien in den Radif, die Grundform der klassischen persischen Musik zu integrieren und mit Viertelton-Skalen zu experimentieren. Seine in 24 Vierteltonstufen gleichen Abstands geteilte Einteilung der chromatischen Tonleiter orientierte sich an der westlichen Einteilung der chromatischen Tonleiter in 12 Halbtonstufen; doch blieb sie in der Praxis eher Theorie. Zur Notierung der auf den persischen Tonskalen und Modi (siehe Dastgah) gründenden Melodien führte er die auch als Vorzeichen benutzten Versetzungszeichen (Akzidentien) Koron und Sori ein.
Vaziri ist der Verfasser eines dreibändigen Werkes über die theoretischen Grundlagen der persischen und europäischen Musik.
Vaziri gab erstmals den zuvor nicht schriftlich überlieferten Radif von Hossein-Gholi Farahani (1853–1916) in Notenschrift heraus.
Einer seiner bedeutendsten Schüler war der iranische Musiker Abol Hasan Sabā (* 15. April 1902; † 19. Dezember 1957).
1941 gründete Vaziri zusammen mit Ruhollah Khaleqi das Novin Orchestra Radio Iran. Ab 1946 widmete er sich ausschließlich seiner Lehrtätigkeit an der Universität Teheran. Im Alter von 91 Jahren starb Vaziri am 9. September 1979 in Teheran.

## Galerie

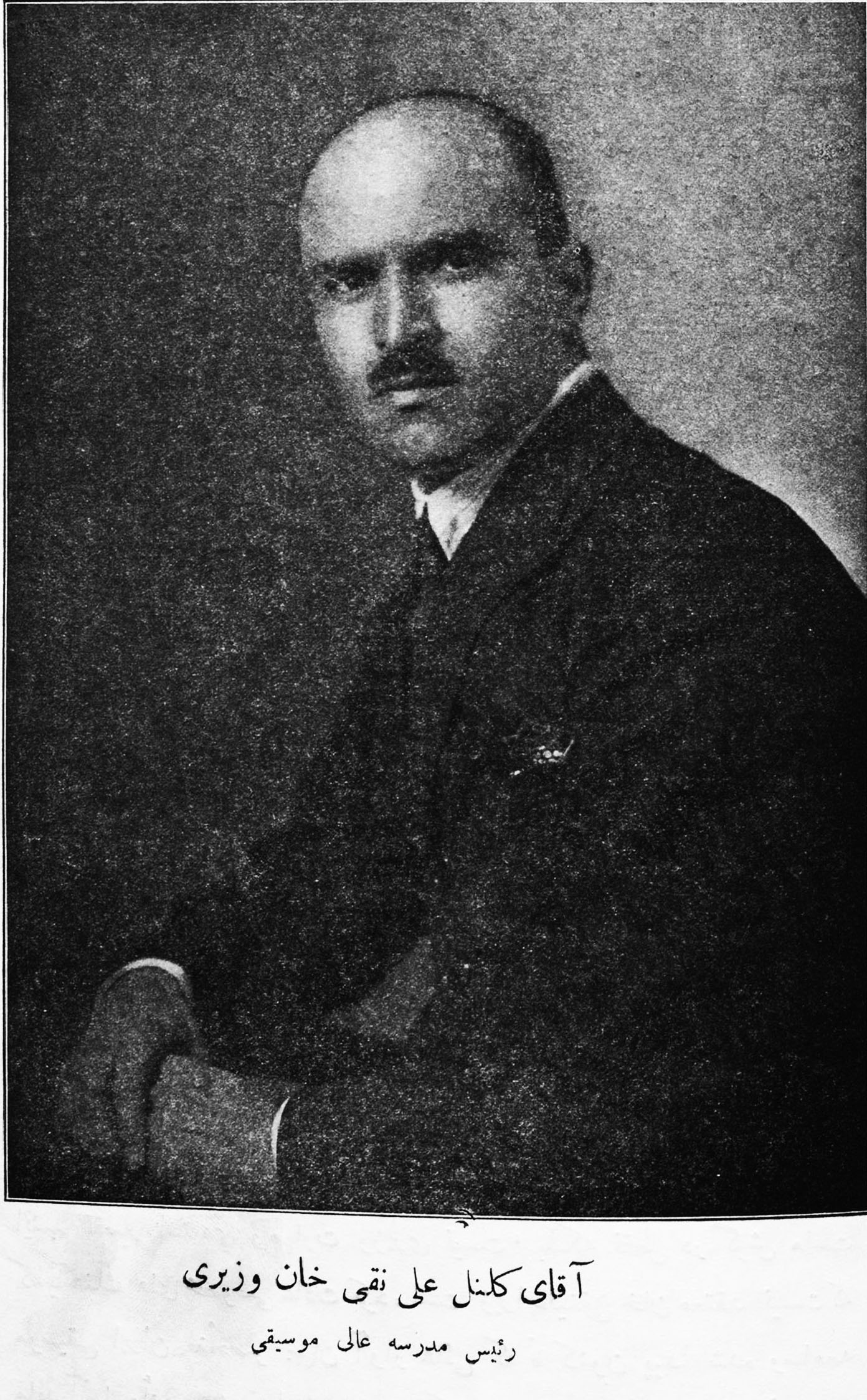
Ali-Naghi Vazari als Direktor des Konservatoriums, 1925
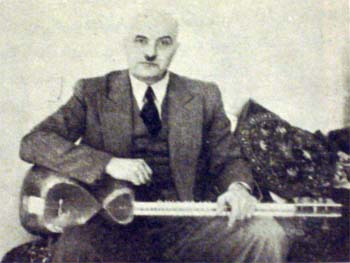
Ali-Naghi Vazari mit Tar